# Errochty Water
Errochty Water ist ein Fluss im schottischen Hochland in der Council Area Perth and Kinross. 
Die Quelle des Errochty Water ist Loch Errochty. Der Fluss verlässt den See an dessen westlich gelegener Staumauer.  Anschließend fließt Errochty Water weiter nach Westen, um nach circa 12 km bei Old Struan in den Garry zu münden. Fast der gesamte Flusslauf liegt im Glen Errochty zwischen der B847 und dem Tay Forest Park.

## Weblinks

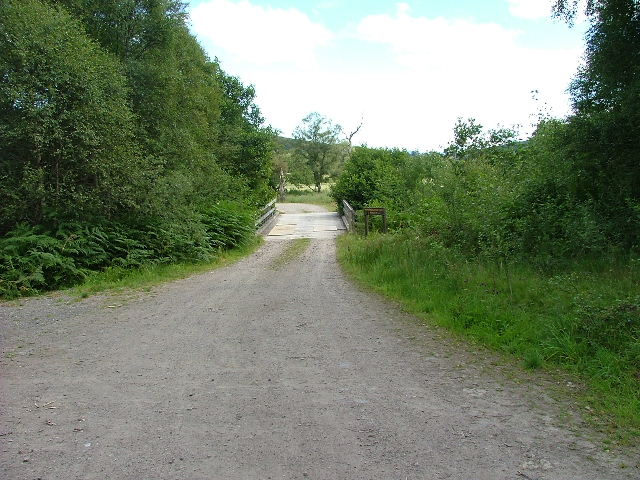
Brücke über Errochty Water